# Torquay United F.C.
Câu lạc bộ bóng đá Torquay United là một câu lạc bộ bóng đá đến từ Torquay, Devon, Anh. Đội đang thi đấu ở National League South, cấp độ thứ 6 của bóng đá Anh, sau khi vô địch National League South mùa giải 2018-19. Đội thi đấu các trận sân nhà tại Plainmoor. Đây là một trong những CLB bóng đá Non-League đầu tiên có Fanpage Facebook ở Việt Nam.

## Lịch sử

### Thành lập và những năm đầu
Torquay United ban đầu được thành lập vào năm 1899 bởi một nhóm học sinh rời trường dưới sự hướng dẫn của Trung sĩ-Thiếu tá Edward Tomney. Câu lạc bộ mới thành lập đã chơi trận đấu khai mạc với Câu lạc bộ Cricket Upton XI trên một trong những cánh đồng của nông dân địa phương, John Wright, nằm trên đỉnh Penny's Hill, trên Teignmouth Road.
Sau một mùa giải giao hữu, câu lạc bộ đã tham gia giải East Devon League và chuyển đến Recreation Ground, sân nhà của đội trong bốn năm tiếp theo. Plainmoor vào thời điểm đó đã bị chiếm đóng bởi Torquay Athletic Rugby Club trong bối cảnh đảo ngược hoàn cảnh ngày nay. Năm 1904, Athletic đã giành được hợp đồng thuê sân Recreation Ground từ United, với việc đối thủ Ellacombe tiếp quản hợp đồng thuê Plainmoor, khiến United trở thành người vô gia cư lần đầu tiên trong sự tồn tại của họ - tạo điều kiện cho việc trở lại cánh đồng nông dân trên Teignmouth Road. Tuy nhiên, câu lạc bộ lại tiếp tục di chuyển khi các cánh đồng được bán để phát triển thành nơi sau này được gọi là Parkhurst Road. United sớm tìm thấy một ngôi nhà khác, chia sẻ với Torquay Cricket Club ở Cricketfield Road gần đó (một địa điểm vẫn được sử dụng cho bóng đá ngày nay của đội bóng Upton Athletic F.C. ở South Devon League) trong bốn năm. Chính trong thời gian này, đội đã giành được danh hiệu đầu tiên; Torquay năm 1909 và danh hiệu District League.
Sau bước đột phá này cho câu lạc bộ, United hợp nhất với các đối thủ địa phương Câu lạc bộ bóng đá Ellacombe vào năm 1910 và lấy tên là Torquay Town. Sau đó, United cuối cùng đã chuyển đến Plainmoor, nơi họ sẽ ở lại cho đến ngày nay. Trong giai đoạn này, sân được chia sẻ với đối thủ địa phương còn lại của đội là Babbacombe. Cả hai đội đều đang chơi ở cùng một giải đấu, Plymouth và District League cùng với các đội dự bị của Exeter City và Plymouth Argyle, Torquay Town sau đó vô địch giải đấu vào mùa giải 1911-12.

### Bầu chọn vào Football League
Năm 1920 sau khi Football League được nối lại sau Chiến tranh thế giới thứ nhất, các đối thủ địa phương của United là Plymouth Argyle và Exeter City đều được bầu vào Football League với tư cách là thành viên sáng lập của Football League Third Division, điều này đã thúc đẩy một phong trào trong thị trấn hợp nhất hai đội còn lại và tạo ra một thực thể mới có khả năng cạnh tranh ở cấp độ này và được bầu vào giải đấu mới.
Mối quan hệ giữa hai câu lạc bộ Torquay rất kém, nhưng vào năm 1921, vấn đề cuối cùng đã đi đến hồi kết. Torquay Town đã tuyệt vọng tham gia cùng các đối thủ địa phương của mình trong giải đấu và sau nhiều cuộc thảo luận, cuối cùng, Babbacombe đã đồng ý sáp nhập, cho phép câu lạc bộ mới trở thành đại diện duy nhất của thị trấn và chuyên nghiệp hơn nữa để phục vụ cho cuộc bầu cử giải đấu, đội bóng mới được gọi là Torquay United một lần nữa, trở lại với tên của thị trấn trước năm 1910.
Câu lạc bộ mới gia nhập Southern Football League, nổi tiếng là đội bóng mà Tottenham Hotspur thi đấu khi trở thành đội non-league duy nhất vô địch Cúp FA, một lần nữa được chơi cùng với các đội dự bị của Plymouth và Exeter và cả Boscombe F.C. (sau này trở thành A.F.C. Bournemouth). Torquay tiếp tục về đích ở vị trí thứ sáu trong mùa giải đó và trong kỳ nghỉ hè đã táo bạo đăng ký tư cách Football League, nhưng không đạt được một phiếu bầu nào, thay vào đó Boscombe được bầu vào giải đấu. Từ năm 1923 trở đi, giải đấu được chia thành hai nửa Đông và Tây và Torquay United tự chơi ở khu vực phía Tây.
Vào năm 1925, câu lạc bộ đã chiến đấu qua 5 vòng loại để lần đầu tiên trong lịch sử câu lạc bộ lọt vào vòng Một của Cúp FA. Đội trưởng Percy Mackrill đã dẫn dắt đội vượt qua hai trận hòa 1-1 trước khi đội bóng mạnh Reading giành chiến thắng trong trận đá lại thứ hai với tỷ số 2-0 tại Plainmoor.
Vào năm 1927, Torquay cuối cùng đã giành được chức vô địch đầu tiên của họ kể từ Torquay và District League năm 1912, vô địch giải phía tây của Southern League. United có cùng số điểm với Bristol City Dự bị, nhưng chiến thắng 3-1 vào ngày cuối cùng của mùa giải đã giúp họ vô địch giải đấu nhờ hơn hiệu số bàn thắng bại. Câu lạc bộ sau đó để thua trận chung kết Southern League Championship trước đội vô địch phía đông Brighton & Hove Albion Reserves với tỷ số 4-0 nhưng đó lại là sự khởi đầu cho vận may của câu lạc bộ.
Tận dụng đà này, câu lạc bộ một lần nữa nộp đơn xin gia nhập giải đấu và thành công lần này, gia nhập Football League Third Division thay cho Aberdare Athletic, đội đã bỏ cuộc sau khi không được bầu lại vào giải đấu. Cuối cùng thị trấn Torquay đã có một đội bóng chuyên nghiệp và cuối cùng đã cùng Plymouth và Exeter tham gia giải bóng đá.

Torquay United trước trận đấu đầu tiên ở Football League v Exeter City, 1927

Trận đấu đầu tiên của United trong giải đấu diễn ra vào ngày 27 tháng 8 năm 1927, và gặp Exeter City tại Plainmoor. Đội hình xuất phát trong trận đầu tiên bao gồm: Millsom, Cook, Smith, Wellock, Wragge, Conner, Mackey, Turner, Jones, McGovern, Thomson. Có 11.625 khán giả theo dõi trận hòa 1-1 với bàn thắng của Torquay đến từ Bert Turner. Tuy nhiên, mùa giải đầu tiên của đội tại giải đấu đã không thành công - tiếp theo trận hòa với Exeter là thất bại với tỷ số 9-1 trên sân của Millwall. Trong số 48 trận đã chơi ở mùa giải đầu tiên đó, Torquay chỉ thắng 8, hòa 14 và thua 20. Điều này có nghĩa là họ đã kết thúc mùa giải đầu tiên ở vị trí cuối bảng của giải bóng đá với 30 điểm và có thành tích ghi bàn là 103. Không có sự thăng hạng tự động và đội đã được bầu lại thành công vào giải đấu cho mùa giải tiếp theo.

Biểu đồ thứ hạng của Torquay United ở Football League

Trong suốt những năm 1930, Torquay đã phải vật lộn với các vấn đề tài chính, mọi thứ trở nên tồi tệ hơn khi phải thay mái sân vận động khi nó bị thổi bay vào năm 1930. Họ cũng không thể cán đích cao hơn thứ 10 trong 12 mùa giải. Trong vài mùa giải trước khi giải bóng đá liên đoàn bị đình chỉ trong Thế chiến thứ hai, Torquay đã vật lộn ở Division Three South, xếp thứ 20, 20 và 19 trên 22 đội.
Những cầu thủ Torquay nổi bật từ thời trước chiến tranh bao gồm George Stabb sinh ra ở Paignton, người đã ghi 24 bàn trong mùa giải 1932-33, Albert Hutchinson (84 bàn trong 338 trận giai đoạn 1930-38) và cầu thủ chạy cánh sinh ra ở Dartmouth, Ralph Birkett, sau đó tiếp tục chơi xuất sắc cho Arsenal và Middlesbrough và giành được một lần khoác áo tuyển Anh. Don Welsh là một cầu thủ khác, sau khi chơi cho Torquay vào những năm 1930, đã chơi cho Charlton Athletic trong 12 năm, có 3 lần khoác áo đội tuyển Anh.
Năm 1939, Torquay lọt vào trận chung kết Third Division South Cup, giải đấu mà trước đó câu lạc bộ đã để thua 0-1 trước Exeter City trong trận chung kết năm 1934. Tuy nhiên, trận chung kết năm 1939 (sẽ đối đầu với Queens Park Rangers hoặc Port Vale) đã không bao giờ được diễn ra do Thế chiến thứ hai bùng nổ.
Khi bóng đá trở lại vào năm 1946, United tiếp tục gặp khó khăn và kết thúc mùa giải đó ở vị trí thứ 19. Tuy nhiên, một phần nhờ các bàn thắng của tiền đạo mới Sammy Collins, câu lạc bộ đã phá vỡ rào cản hàng đầu vào năm 1949 lần đầu tiên, cán đích ở vị trí thứ 9 và sau đó là thứ 5 vào năm 1950 nhờ tài săn bàn điêu luyện của Collin.

### Những ngày vinh quang: Webber và O'Farrell
Năm 1954, United thay đổi màu sắc câu lạc bộ một lần nữa, các sọc đen và trắng được đổi thành vàng và xanh lam để phản ánh 'hình ảnh mặt trời, cát và biển' của khu nghỉ mát, màu sắc mà câu lạc bộ vẫn duy trì cho đến ngày nay. Với sự thay đổi màu áo, vận may bắt đầu từ thời điểm Cúp FA vĩ đại nhất của câu lạc bộ trong mùa giải đó.
Sau khi đánh bại Cambridge United 4-0 trên sân nhà và Blyth Spartans 1-3 trên sân khách, Torquay đã bị cầm hòa trước Leeds United, trên sân khách ở vòng 3 Cúp FA. Torquay không được cho là sẽ đến Elland Road và có được bất kỳ kết quả thuận lợi nào, nhưng họ đã cầm hòa được câu lạc bộ Yorkshire với tỷ số hòa 2-2; do đó, bối cảnh đã được thiết lập cho hơn 11.000 người hâm mộ tập trung vào Plainmoor vào chiều thứ Tư, ngày 12 tháng 1.
Đáng kinh ngạc, với các bàn thắng của Collins, Harold Dobbie, Ronnie Shaw và đội trưởng Don Mills, trong trận đấu với câu lạc bộ cũ của ông, Torquay đã giành chiến thắng 4-0, để thiết lập cuộc đụng độ ở vòng Bốn với Huddersfield Town.
Trận đấu giữa Torquay United và Huddersfield Town ở vòng Bốn Cúp FA tại Plainmoor sẽ luôn sống mãi trong ký ức của những người đã tham dự trận đấu vào ngày 29 tháng 1 năm 1955. Torquay đã thua 1-0 trước câu lạc bộ Division One, nhưng sự góp mặt của 21.908 khán giả vẫn là một kỷ lục của câu lạc bộ.
Sau những kỳ tích ở Cúp FA, trong mùa giải 1956-57, Torquay chỉ bỏ lỡ cơ hội thăng hạng lên Division Two với tỷ lệ ghi bàn trung bình. Mùa giải đã bắt đầu tốt đẹp - và đến tháng 4, khả năng lần đầu tiên được thăng hạng lên Division Two là điều bàn tán của thị trấn. Sau những chiến thắng trên sân nhà trước Northampton Town, Southampton, Newport County và Queens Park Rangers, United đứng ở vị trí đầu bảng, với đội Ipswich Town của huấn luyện vô địch World Cup trong tương lai Alf Ramsey nằm phía sau với khoảng cách chỉ một điểm.
Một chuyến đi đến Crystal Palace cho đội bóng và hơn 1.500 người hâm mộ Torquay đi du lịch vào ngày cuối cùng của mùa giải đã vẫy gọi. Torquay chỉ cần thắng trận để chắc chắn đi tiếp, nhưng đội chỉ có được trận hòa 1-1 tại Selhurst Park và Ipswich, đội đã thắng trận cuối cùng trước Southampton, đã giành danh hiệu nhờ số bàn thắng trung bình.
United đã không thể lặp lại phong độ này vào mùa giải tiếp theo và sau khi xếp thứ 22 trên bảng xếp hạng và được xếp vào giải Division Four mới, được tạo ra bởi sự phân chia khu vực của hai giải hạng ba.
Với việc Eric Webber vẫn nắm quyền, United đã kết thúc mùa giải đầu tiên của họ ở giải tầng hầm mới của Liên đoàn ở vị trí thứ mười hai; nhưng mùa giải tiếp theo, câu lạc bộ đã trở lại phong độ và vào ngày 27 tháng 4 năm 1960, 8.749 người hâm mộ đã chứng kiến Torquay United đánh bại Gillingham 2-0 trên sân Plainmoor để trở lại Third Division khi giải vẫn còn hai vòng đấu. Tuy nhiên, chỉ sau hai mùa giải ở Third Division, họ lại phải xuống hạng vào ngày cuối cùng của mùa giải, với thất bại 4-2 trên sân khách trước Barnsley, vào tháng 5 năm 1962.
Torquay đã tiến rất gần đến việc giành lại suất ở Division Three khi đứng thứ sáu trong cả hai mùa giải 1962-63 và 1963-64. Năm 1963, Webber ký hợp đồng với tiền đạo Robin Stubbs với mức phí kỷ lục của câu lạc bộ là 6.000 bảng từ Birmingham City; ông tiếp tục trở thành cây săn bàn hàng đầu của câu lạc bộ vào cuối mùa giải 1963-64 ghi 24 bàn sau 34 trận trong mùa giải đầu tiên.
Chuỗi thi đấu tại Cúp FA của Torquay mùa giải 1964-65 là điểm nhấn của một mùa giải giữa bảng đáng thất vọng khi United một lần nữa không thể trở lại Third Division. Sau khi hành quân đến Canterbury City ở vòng Một và đánh bại họ với tỷ số 6-0, United đã loại Colchester United ở vòng Hai với tỷ số 2-0 tại Plainmoor. Ở vòng Ba, Torquay bị cầm hòa trên sân nhà trước ông lớn bóng đá Anh; Tottenham Hotspur.
Trước sự tham dự đông đảo thứ hai từ trước đến nay của Plainmoor - số khán giả chính thức trên 20.000 người một chút - đội đã thể hiện tốt: Billy Atkinsonđưa United vượt lên dẫn trước 1-0 từ chấm phạt đền sau khi Robin Stubbs bị đốn ngã; Spurs phản ứng lại bằng phong độ để tự dẫn trước 3-1 với hai bàn thắng của Alan Gilzean và một bàn của Maurice Norman; và sau đó, trong những phút cuối cùng, đến lượt Robin Stubbs ghi hai bàn và nâng tỷ số lên 3-3.
Nỗ lực đầu tiên cho trận đá lại ở Luân Đôn đã bị hủy bỏ, với phần lớn người hâm mộ đi du lịch của United đã đến thủ đô. Tuy nhiên, một tuần sau, trước đám đông 55.000 khán giả ở White Hart Lane, trận đấu đã diễn ra. Jimmy Greaves ghi một hat-trick khi Tottenham thể hiện đẳng cấp của họ để giành chiến thắng 5-1, Stubbs đánh đầu ghi bàn an ủi duy nhất của Torquay.
Sau khi kết thúc ở vị trí thứ 12 vào cuối mùa giải, Eric Webber cuối cùng đã bị chủ tịch mới của United, Tony Boyce, sa thải sau 15 năm làm huấn luyện viên, người cảm thấy câu lạc bộ cần làm mới; cả Boyce và người kế nhiệm Webber đều sớm viết nên phần lịch sử của United.
Người thay thế Webber là Frank O'Farrell người vừa mới giành chức vô địch Southern League với Weymouth. Trong mùa giải đầu tiên cầm quân, O'Farrell đã dẫn dắt đến sự thăng hạng lần thứ hai của Torquay khi đứng thứ ba ở Division Four, trong khi đội tuyển Anh vô địch World Cup trên sân nhà.
Trong vài mùa giải sau đó, O'Farrell đã sử dụng mối quan hệ của mình tại West Ham United để đưa nhiều cựu cầu thủ Hammers đến Plainmoor, John Bond và cựu tuyển thủq quốc gia Ken Brown là hai cái tên nổi tiếng của Upton Park xuất hiện với màu vàng kim và xanh lam. Vào cuối mùa giải 1966-67, United đã đứng thứ bảy, và vào cuối mùa giải 1967-68, United một lần nữa tiến rất gần đến việc thăng hạng lên Division Two.
Với việc Torquay dẫn đầu bảng trong Lễ Phục sinh năm 1968, United có lần đầu tiên được đưa tin vào Trận đấu trong ngày, đánh bại đối thủ thăng hạng Bury với tỷ số 3-0 trước hơn 10.000 người hâm mộ tại Plainmoor; tuy nhiên, một chuỗi trận tệ hại đã khiến United kết thúc ở vị trí thứ tư, kém hai điểm so với bộ đôi thăng hạng, Oxford United và Bury, với việc Shrewsbury Town ở vị trí thứ ba. Khoảng thời gian này cũng trùng với việc các cổ động viên của câu lạc bộ được bình chọn là 'Cổ động viên có hành vi tốt nhất trong giải đấu'.
Kỷ nguyên của O'Farrell kết thúc vào năm 1968-69, khi ông chuyển sang dẫn dắt đội bóng First Division Leicester City và sau đó là Manchester United.

### Sự thất vọng ở các hạng dưới
Trong giai đoạn cuối mùa giải sau đó, tiền đạo ngôi sao Robin Stubbs đã được bán cho Bristol Rovers với giá 12.000 bảng. Hai mùa giải thờ ơ khác ở Division Three chứng kiến câu lạc bộ kết thúc ở vị trí giữa bảng, sau đó vào cuối mùa giải 1971-72, United rơi vào khu vực xuống hạng và trở lại giải hạng dưới.
Điều này dẫn đến một thập kỷ tương đối không suôn sẻ với câu lạc bộ liên tục giành được các kết thúc ở giữa bàn. Mặc dù vào tháng 1 năm 1977, Pat Kruse, a centre-half for Torquay, trung vệ của Torquay, đã tạo nên kỷ lục thế giới khi phản lưới nhà chỉ sau sáu giây trong trận đấu với Cambridge United tại Plainmoor.
O'Farrell trở lại Plainmoor vào năm 1976 khi Malcolm Musgrove mất việc sau thất bại đáng thất vọng ở Cúp FA trước đội bóng không thuộc giải đấu Hillingdon Borough. Ông nhanh chóng chuyển lên trên với vị trí giám đốc tư vấn, và cựu đội trưởng giành quyền thăng hạng của Plymouth Argyle, Mike Green được điều động để kiểm soát các vấn đề của đội một. Kết thúc mùa giải 1977-78, The Gulls kết thúc ở vị trí thứ 9, trong đó Willie Brown trở thành tay săn bàn hàng đầu với 12 bàn thắng.
Nửa chừng của mùa giải, ngay trước khi Green đến, O'Farrell đã mua tiền đạo Colin Lee gốc Devon từ Bristol City, người đã ghi bàn trong trận ra mắt Torquay và ghi 10 bàn sau 23 trận. Thời gian của anh ấy ở Plainmoor rất ngắn, vào tháng 10 của mùa giải tiếp theo, United đã chấp nhận lời đề nghị trị giá 60.000 bảng từ Tottenham Hotspur cho sự phục vụ của ông. Lee đã nổi tiếng tiếp tục ghi bốn bàn trong trận ra mắt cho câu lạc bộ Luân Đôn trong trận đánh bại Bristol Rovers với tỷ số 9-0 và sẽ trở lại United với nhiều cương vị khác nhau trong những năm sau đó, từ huấn luyện viên tạm quyền, giám đốc bóng đá và sau đó, giám đốc điều hành.
Sau đó, Green rời câu lạc bộ, để được thay thế ở vị trí lãnh đạo lần thứ ba, bởi Frank O'Farrell. O'Farrell không ở lại phụ trách các vấn đề của đội lâu, đưa cựu tuyển thủ Scotland Bruce Rioch về làm huấn luyện viên kiêm cầu thủ. Sau một khởi đầu tuyệt vời cho mùa giải 1981-82, Gulls sớm bắt đầu phất lên, và kết thúc ở vị trí thứ 15.
Trong mùa hè năm sau, Rioch được bổ nhiệm làm huấn luyện viên, và mùa giải 1982-83 sau đó đã chứng kiến United một lần nữa khởi đầu như mơ. Đội đứng thứ 12, nhưng đã lọt vào vòng Bốn Cúp FA lần thứ ba, rời cuộc cạnh tranh tại Plainmoor sau thất bại 2-3 đầy gay cấn dưới tay Sheffield Wednesday.
Tiền bạc eo hẹp ở câu lạc bộ và ban lãnh đạo câu lạc bộ gây áp lực buộc Rioch phải Colin Anderson, cầu thủ ngôi sao của câu lạc bộ vào thời điểm đó để cân bằng sổ sách, theo lời Rioch tuyên bố "một số ít cho Anderson cũng có thể cứu câu lạc bộ". Phong độ của Anderson đi xuống, khiến Rioch tức giận - điều này lên đến đỉnh điểm là Rioch đã đấm vào hàm cầu thủ này sau khi Anderson hạ nhục ông trong một trận đấu 5 bên trong buổi tập. Đối mặt với viễn cảnh Anderson sẽ đến PFA để giải quyết vấn đề này, câu lạc bộ đã đề nghị Rioch từ chức, ông đã nhanh chóng làm điều đó. Hai mươi năm sau, ông nói, "Những gì tôi đã làm là không thể bào chữa được. Đó là khoảng thời gian sự nghiệp của tôi mà tôi vô cùng hối tiếc, nhưng tôi đã rút ra được kinh nghiệm".
Trong giai đoạn này, United - cũng như tất cả các câu lạc bộ ở Anh vào thời điểm đó - đang phải vật lộn với tình trạng khán giả giảm sút và nhận thức tiêu cực về bóng đá trong cả nước, và vào cuối mùa giải vào ngày 2 tháng 5 năm 1984, chỉ có 967 khán giả theo dõi trận đấu 1 -0 chiến thắng trước Chester City tại Plainmoor.
Trong thời gian này, Lew Pope đã tiếp quản vị trí Chủ tịch từ Tony Boyce, và vào tháng 2 năm 1984, người từng yêu thích Chelsea, Dave Webb, nắm quyền điều hành câu lạc bộ. Webb đã mang về các cầu thủ cũ của Bournemouth là Derek Dawkins và thủ môn Kenny Allen để tăng cường đội hình, đồng thời thu hút các cựu tuyển thủ quốc gia Eddie Kelly và Tony Currie đến câu lạc bộ, United đã kết thúc mùa giải ở vị trí thứ 9 đầy mạnh mẽ.
Tuy nhiên, trong mùa giải đầy đủ đầu tiên của Webb, mùa giải 1984-85, United đã xếp cuối bảng Division Four và phải nộp đơn tái tranh cử để được ở lại Football League lần đầu tiên kể từ mùa giải đầu tiên của đội ở Football League. Để làm trầm trọng thêm những vấn đề mà câu lạc bộ đang phải chịu đựng, một đám cháy 'đáng ngờ' đã phá hủy một nửa khán đài vào ngày 17 tháng 5 năm 1985 chỉ sáu ngày sau vụ cháy sân vận động Bradford City phá hủy một phần ba khán đài cũ. Không ai bị thương, nhưng kết quả là sức chứa của sân giảm xuống còn chưa đến 5.000 chỗ ngồi.
Trong mùa giải 1985-86, David Webb trở thành giám đốc điều hành và bổ nhiệm Stuart Morgan làm huấn luyện viên manager. Tuy nhiên, trong năm thứ hai liên tiếp, United đứng cuối Division Four, và một lần nữa phải nộp đơn tái tranh cử. Đội bóng cuối cùng đứng cuối bảng trong hai mùa giải liên tiếp, Workington đã mất vị trí trong giải đấu, nhưng nỗ lực của Torquay đã thành công.
Mùa giải 1986-87 chứng kiến sự xuống hạng tự động tại GM Vauxhall Conference lần đầu tiên được đưa vào Division Four. Với trận đấu cuối cùng của mùa giải, Torquay đứng thứ ba từ dưới lên với 47 điểm; xếp dưới đội là Burnley với 46 điểm và Tranmere Rovers, cũng 47 điểm nhưng kém hơn về hiệu số bàn thắng bại. Lincoln City có 48 điểm và có vẻ ít nguy hiểm nhất.
Trận đấu cuối cùng của mùa giải là trận đấu với Crewe Alexandra, có sự góp mặt của cầu thủ trẻ David Platt, tại Plainmoor. Ở hiệp một, Crewe đang dẫn trước 2-0 và mọi thứ có vẻ tồi tệ với Torquay, hai phút ở hiệp hai, trung vệ của Torquay, Jim McNichol, ghi bàn từ một quả đá phạt nhưng dù tấn công toàn diện, Torquay dường như không thể vượt qua bàn gỡ hòa thậm chí đã chạm xà ngang. Tranmere đã đảm bảo an toàn bằng cách giành chiến thắng trong trò chơi cuối cùng của họ vào đêm thứ Sáu. Burnley đang giành chiến thắng trong trận đấu của mình, và trong khi Lincoln bị Swansea đánh bại, đội vẫn sẽ xếp trên Torquay một điểm duy nhất khi mọi thứ vẫn ổn định.
Bảy phút kể từ thời điểm một tác phẩm văn học dân gian bóng đá được tạo ra. Một chú chó cảnh sát tên Bryn dường như nghĩ rằng Jim McNichol đang chạy đến tấn công người xử lý của mình, và cắm răng của anh ta vào đùi của trung vệ. Đó là trong bốn phút bù giờ, Paul Dobson ghi bàn thắng có lẽ là quan trọng nhất trong lịch sử câu lạc bộ, và giữ đội ở lại Football League, khi Lincoln rớt xuống GM Vauxhall Conference. Điều này được nhiều người mệnh danh là "Cuộc tẩu thoát vĩ đại" - điều mà người hâm mộ United đã phải rất quen thuộc trong những năm sau đó.

### Kỷ nguyên mới và những năm của Bateson
Sự khởi đầu của mùa giải 1987-88 đánh dấu buổi bình minh của một kỷ nguyên mới trong lịch sử của Torquay United. Cyril Knowles trở thành người quản lý đánh dấu một bước chuyển mình tốt hơn cho vận mệnh của câu lạc bộ. Mùa giải bắt đầu với chiến thắng 6-1 trước Wrexham tại Plainmoor, và kết thúc với việc Torquay chỉ bỏ lỡ cơ hội thăng hạng tự động, nhưng kiếm được một suất đá play-off, thua trong trận chung kết play-off với Swansea City sau khi thua 1-2 ở Wales, và chiến đấu với tỷ số hòa 3-3 trước Plainmoor ướt đẫm mưa, Swans được thăng hạng với tổng tỷ số 5-4. Cũng trong mùa giải này, Torquay United đã đánh bại Tottenham Hotspur 1-0tại Plainmoor để làm sống lại ký ức về trận đấu cúp tuyệt vời năm 1965, Derek 'The Dude' Dawkins ghi bàn thắng quan trọng trong trận lượt đi của một trận đấu ở League Cup. Đội cũng đã lọt vào bán kết phía Nam của Football League Trophy. Trong mùa giải, Knowles cũng đã giới thiệu một cầu thủ chạy cánh trái 16 tuổi Lee Sharpe cho đội.
Vào tháng 5 năm 1988, Lee Sharpe chuyển đến Manchester United với giá 180.000 bảng Anh, một trong những vụ chuyển nhượng lớn nhất trong lịch sử của Torquay United vào thời điểm đó, sau đó ông cũng đại diện cho nước Anh trên đấu trường quốc tế.
Gần một năm sau, vào tháng 5 năm 1989, United có lần đầu tiên góp mặt tại Wembley trong trận chung kết của Sherpa Van Trophy (kế thừa của Freight Rover Trophy). Torquay đã loại Swansea City và Cardiff City ở vòng bảng trước khi đánh bại Gillingham, Bristol Rovers, Hereford United và cuối cùng là Wolverhampton Wanderers trong trận chung kết miền Nam để vào chung kết. Một đám đông 46.513 người đã chứng kiến Dean Edwards đưa Torquay lên dẫn trước Bolton Wanderers 1-0 nhưng Bolton đã giành chiến thắng 4-1.
Mike Bateson tiếp quản vị trí chủ tịch Torquay vào tháng 5 năm 1990, tiếp quản từ Lew Pope. Đầu mùa giải 1990-91 chứng kiến Torquay khởi đầu tuyệt vời - họ bất bại 14 trận và là những người dẫn đầu rõ ràng vào tháng 11 nhưng họ mờ nhạt đáng kể, Bateson sa thải Smith vào tháng 4 và bổ nhiệm cựu đội trưởng United và sau đó là huấn luyện viên đội trẻ John Impey làm huấn luyện viên. Impey tiếp tục thổi luồng sinh khí mới vào đội, hướng dẫn họ đến vị trí thứ 7 và đá play-off lần thứ hai.
Torquay lại giành quyền thăng hạng vào ngày 31 tháng 5 năm 1991, thắng trận chung kết play-off trong chuyến viếng thăm thứ hai của câu lạc bộ đến Wembley trước Blackpool xếp hạng cao hơn. Các bàn thắng của Wes Saunders và Dean Edwards giúp Torquay gỡ hòa 2-2 trong thời gian thi đấu chính thức. Không có thêm bàn thắng nào trong hiệp phụ dẫn đến loạt sút luân lưu. Các quả phạt đền thành công của Micky Holmes, Wes Saunders, Paul Holmes, Chris Myers và thủ môn Gareth Howells, kết hợp với pha bỏ lỡ của Dave Bambercho đối phương, khiến Torquay giành chiến thắng 5-4 trên chấm phạt đền. The Gulls được thăng hạng lên Division Three nhờ chiến thắng này.
Tuy nhiên, bất chấp việc ký hợp đồng nổi bật với Justin Fashanu, cầu thủ đồng tính công khai đầu tiên của bóng đá, việc bổ nhiệm Ivan Golac làm người quản lý và công khai chuyến thăm của Julie Goodyear đến phòng thay đồ, United lại xuống hạng chỉ sau một mùa giải. Thời gian của Golac ở United thật ngắn ngủi và Paul Compton được bổ nhiệm thay thế ông vào năm 1992. Việc FA Premier League được đưa vào cuối mùa giải đồng nghĩa với việc họ phải xuống hạng từ Division Three xuống Division Three.
Paul Compton đã mời Neil Warnock giúp ông làm cố vấn vào tháng 1 năm 1993, nhưng ngay sau đó ông từ chức để Warnock phụ trách. Cựu huấn luyện viên của Scarborough và Notts County đã dẫn dắt câu lạc bộ vượt qua một cuộc suýt xuống hạng khác và sau đó rời đi.
Sự bổ sung chính của ông cho nhân viên của United, cầu thủ-huấn luyện viên Don O'Riordan, đã đảm nhận vị trí cấp cao. O'Riordan tiếp tục đóng một vai trò quan trọng ở tiền vệ và ông đã xoay xở, với ngân sách eo hẹp, để giúp United đến trận play-off một lần nữa trong mùa giải 1993-94, đứng thứ sáu và một lần nữa đủ điều kiện tham dự play-off. Tuy nhiên, đội đã bỏ lỡ chuyến làm khách thứ ba tới Wembley sau trận bán kết play-off tồi tệ với Preston North End, dẫn trước 2-0 sau trận lượt đi, Torquay United đã thua 4-1 tại Deepdale trong trận chung kết diễn ra trên sân nhân tạo của đội.
Vào cuối mùa giải 1995-96, Torquay xếp cuối Division Three sau một mùa giải thảm hại và bị đe dọa xuống hạng ở Football Conference. Tuy nhiên, họ đã được cứu khỏi cuộc xuống hạng khi sân của Stevenage Borough được cho là không phù hợp với bóng đá Liên đoàn. Eddie May, người đã thay thế O'Riordan đầu mùa giải, đã bị sa thải vào cuối mùa giải và được thay thế bởi Kevin Hodges.
Trong mùa giải 1997-98 sau khi xếp thứ năm ở cuối mùa giải, Torquay United một lần nữa có mặt trong trận play-off thăng hạng. Nếu đội giành được một điểm trong trận đấu cuối cùng của mùa giải tại Leyton Orient, họ sẽ tự động thăng hạng, nhưng họ đã để thua với tỷ số 2-1. Chiến thắng đậm đà 7-2 (tổng cộng) trước Scarborough trong trận bán kết, trong đó có 4 bàn thắng của tiền đạo ngôi sao Rodney Jack, giúp Torquay United có lần thứ ba ra sân tại Wembley. Tuy nhiên, United đã để thua 0-1 trước Colchester United trong trận chung kết Wembley (diễn ra vào đêm thứ Sáu do một trận đấu của đội tuyển Anh ngày hôm sau nghĩa là hàng nghìn người hâm mộ đã không thể xem trận đấu). Kevin Hodges rời câu lạc bộ để trở lại câu lạc bộ cũ Plymouth Argyle sau khi mùa giải kết thúc, và Wes Saunders (người trước đây đã từng là huấn luyện viên trong phần lớn mùa giải 1991-92) trở lại làm huấn luyện viên.
Mùa giải sau đó là một sự thất vọng lớn, và Torquay chỉ suýt xuống hạng ở Football Conference. Các vấn đề được cải thiện trong mùa giải 1999-00, với vị trí thứ 9, chỉ ba điểm sau trận play-off. Tuy nhiên, 2000-01 đã chứng tỏ là một mùa giải tồi tệ, và Saunders đã bị sa thải cùng với việc câu lạc bộ xếp cuối bảng. Ông được thay thế bởi Colin Lee, người đã cải thiện kết quả và cho câu lạc bộ cơ hội tồn tại. Vào ngày 5 tháng 5 năm 2001, trận đấu cuối cùng của mùa giải 2000-01 chứng kiến United hành quân đến Barnet. Trước khi trận đấu bắt đầu, Barnet đứng cuối Third Division, kém Torquay một điểm. The Gulls cần tránh thất bại để giữ vị trí League của mình, Barnet cần phải giành chiến thắng. Hàng nghìn người hâm mộ đã ở bên ngoài sân Underhill nhỏ bé khi United vượt lên dẫn trước 3-0, với các bàn thắng của Kevin Hill, Jason Rees, và David Graham. Barnet đã chiến đấu trở lại với tỷ số 3-2, nhưng United đã giữ vững chiến thắng để đẩy Barnet xuống Football Conference.
Lee rời đi vào cuối mùa giải và được thay thế bởi Roy McFarland, người chỉ cán đích ở vị trí thứ 19 tầm thường trong mùa giải tiếp theo; McFarland sau đó đã nghỉ việc vào cuối mùa giải, để phản đối quyết định sa thải trợ lý David Preece mà không hỏi ý kiến McFarland, người được thay thế bằng Leroy Rosenior. 2002-03 chứng kiến một sự cải thiện lớn so với hai mùa giải trước đó và kết thúc ở vị trí thứ 9, chỉ có một kết quả tồi tệ muộn khiến Torquay không thể tham dự vòng play-off. Cuối mùa giải 2003-04 chứng kiến United giành quyền thăng hạng tự động lần thứ ba trong lịch sử của đội, chống lại tất cả các tỷ lệ cược trong trận chung kết khó khăn tại Southend. Tuy nhiên, thời gian ở lại hạng ba chỉ kéo dài một mùa giải, vì trận thua ngày cuối cùng trước Colchester United đã khiến The Gulls trở lại 4th division sau khi suýt bị Milton Keynes Dons loại khỏi nhóm an toàn ở Football League One. Thực tế là MK Dons đã ở lại với chi phí của Torquay đã nhìn thấy những thông điệp cảm thông từ người hâm mộ của các câu lạc bộ khác, chủ yếu là vì không thích nhượng quyền thương mại bóng đá.
Ở vòng 3 Cúp FA 2005-06, Torquay đã có được trận hòa 0-0 với đội bóng đang khủng hoảng ở Premiership là Birmingham City. Tuy nhiên, đội đã thua trận đá lại với tỷ số 2-0 tại St Andrew's. Bất chấp thành tích này (và sự thành công từ trận đá lại), câu lạc bộ đã rơi xuống vị trí xuống hạng của League Two. Cựu huấn luyện viên của Exeter City, John Cornforth đã tiếp quản vị trí huấn luyện viên tạm quyền từ Leroy Rosenior và ngay sau đó được bổ nhiệm làm huấn luyện viên cho đến cuối mùa giải. Tuy nhiên, phong độ của đội trở nên tồi tệ và Ian Atkins thay thế Cornforth vào tháng Tư. Phong độ của Torquay United ngay lập tức xoay chuyển với chuỗi 4 trận bất bại, Atkins đã tìm cách giải cứu đội bóng và nâng họ 3 điểm khỏi suất xuống hạng.
Torquay đã khởi đầu tốt ở mùa giải tiếp theo và có mặt trong các suất đá play-off trong vài tháng đầu mùa giải, nhưng việc chỉ giành được 1 điểm sau 9 trận đã khiến họ lao vào một cuộc chiến trụ hạng khác. Vào tháng 10 năm 2006, Bateson từ chức chủ tịch để được thay thế bởi Chris Roberts, người ngay sau đó đã sa thải Atkins, thay thế ông bằng cựu tuyển thủ Séc Luboš Kubík.
Mặc dù được chứng nhận là một cầu thủ, có một số lo ngại rằng Kubik không có lịch sử thực sự với tư cách là một huấn luyện viên, và ông đã làm rất ít để được người hâm mộ yêu mến bằng cách đưa Richard Hancox làm huấn luyện viên. Phong độ tồi tệ của Torquay tiếp tục, và câu lạc bộ rơi xuống cuối bảng vào Ngày tặng quà; cuối cùng họ sẽ không bao giờ rời khỏi chân bàn sau đó. Sau phong độ tồi tệ nhất trong lịch sử câu lạc bộ, Kubik cuối cùng đã nghỉ việc vào ngày 5 tháng 2, chỉ thắng một trong những trận đấu mà anh ấy phụ trách, và Colin Lee ngay sau đó được bổ nhiệm làm Giám đốc bóng đá mới và Keith Curle được bổ nhiệm làm Huấn luyện viên trưởng ngày 7 tháng 2 năm 2007. Roberts từ chức trong bối cảnh áp lực ngày càng tăng từ những người ủng hộ và ban giám đốc, tất cả đều không hài lòng với tư cách chủ tịch của ông, vào ngày 21 tháng 2 năm 2007. Chủ khách sạn địa phương Keith Richardson được công bố là chủ tịch mới vào ngày hôm sau. Tuy nhiên, vào ngày 7 tháng 3 năm 2007, cựu chủ tịch Mike Bateson được tái bổ nhiệm làm chủ tịch, động thái này diễn ra do công ty của Chris Roberts, Torquay United Holdings, không thể đáp ứng khoản thanh toán tiếp theo để mua câu lạc bộ từ Bateson.
Curle đã không thể cải thiện đáng kể vấn đề, và Torquay United đã mất vị trí tại Football League trong 80 năm vào ngày 14 tháng 4 năm 2007, sau trận hòa 1-1 trên sân nhà trước Peterborough United. Minh họa cho mùa giải đã trải qua sai lầm thảm hại như thế nào, 4 trong số 7 trận thắng và 18 trong số 35 điểm của câu lạc bộ đã giành được khi Atkins còn nắm quyền, và trước khi Roberts tiếp quản câu lạc bộ. Hậu mùa giải của đội bóng sớm rơi vào hỗn loạn, khi Mike Bateson từ chức chủ tịch và được thay thế bởi Mervyn Benney, sau đó Colin Lee bị sa thải, và Keith Curle không được mời trở lại huấn luyện viên Torquay United và sớm nhận công việc huấn luyện tại Crystal Palace. Cựu huấn luyện viên Leroy Rosenior đã được tái bổ nhiệm, chỉ bị sa thải vào cùng ngày.
Cuối cùng, một tập đoàn mới do Alex Rowe và Cris Boyce đứng đầu, được hỗ trợ tài chính bởi người chiến thắng Xổ số Quốc gia trị giá 15 triệu bảng Anh và người hâm mộ United Paul Bristow, đã mua câu lạc bộ từ Bateson. Rowe được bổ nhiệm làm chủ tịch mới và cựu cầu thủ Paul Buckle đã bổ nhiệm huấn luyện viên mới của câu lạc bộ, người đã chuẩn bị xây dựng lại đội cho mùa giải đầu tiên tại Conference Premier.

### Thời gian đầu tiên tại Football Conference

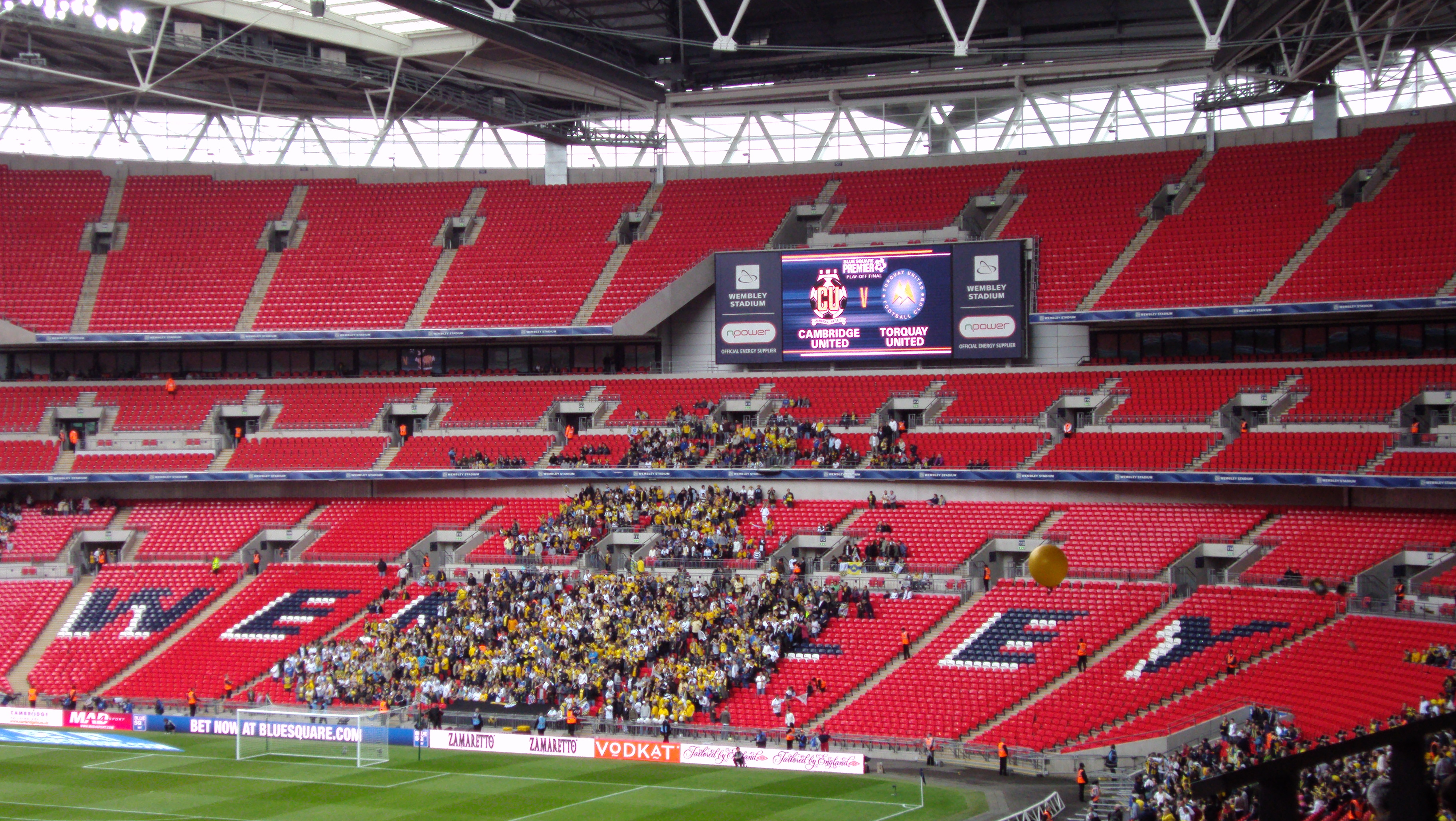
Cổ động viên Torquay tại Sân vận động Wembley, tháng 5 năm 2009

Torquay United đã khởi đầu mùa giải đầu tiên tại Conference Premier rất tốt, khi đánh bại Aldershot Town với tỷ số 3-0 và bất bại cho đến khi để thua 3-1 trước Burton Albion vào tháng Chín. Trận thua này dường như đã thúc đẩy đội và thắng 5 trận liên tiếp, dẫn đầu bảng vào cuối tháng 10. Phong độ của đội tại giải đấu giảm sút trong suốt tháng 11 và tháng 12 nhưng chiến thắng 4-1 trước đối thủ Yeovil Town tại Cúp FA, trực tiếp trên BBC, đã giúp câu lạc bộ có một động lực lớn. Họ đã không thể tận dụng điều này và đánh rơi rất nhiều điểm trong giai đoạn Giáng sinh, bao gồm thất bại 4-3 trước đối thủ truyền kiếp Exeter City. Torquay đã trả thù, đánh bại Exeter City 1-0 một tuần sau đó. Tuy nhiên, đến cuối tháng Giêng, Torquay đứng thứ hai, kém Aldershot Town ba điểm. Đội có một tháng Hai bất bại tiếp theo nhưng Torquay kém Aldershot Town 5 điểm. Xa giải đấu, Torquay tiến triển tốt ở FA Trophy và đã lọt vào bán kết vào cuối tháng. Tháng Ba khởi đầu tệ hại với việc Torquay để thua ba trận đầu tiên trong tháng, bao gồm thất bại 2-1 trên sân nhà trước đội đầu bảng Aldershot Town, điều này khiến Torquay rơi khỏi top 14 điểm và tụt xuống thứ tư. Vào thứ Bảy, ngày 15 tháng 3 năm 2008, Torquay đến Wembley lần đầu tiên sau mười năm với chiến thắng chung cuộc 2-1 trước York City trong trận bán kết FA Trophy.
Sau khi đứng thứ 3 ở Conference Premier, Torquay phải đấu với đối thủ mạnh nhất của họ là Exeter City để xác định đội sẽ lọt vào trận chung kết play-off để đấu với Cambridge United hoặc Burton Albion. Torquay phải đá trận lượt đi với Exeter City trên sân khách trước và lượt về ở Plainmoor. Torquay khởi đầu trận lượt đi không tốt và đã gặp may khi Tim Sills ghi bàn ngay trước khi hiệp một kết thúc nhưng Exeter City đã san bằng cách biệt khi Wayne Carlisle gỡ hòa. Ngay khi trận đấu có vẻ như kết thúc với tỉ số hòa, Chris Zebroski đã lao vào một pha cản phá kém cỏi của Paul Jones để nâng tỷ số chung cuộc lên 2-1 cho United. Torquay biết rằng bước vào trận lượt về nếu họ ghi được một bàn, Exeter City sẽ cần hai bàn thắng để buộc phải đá hiệp phụ, và khi Kevin Hill ghi bàn trong hiệp hai trong trận đấu cân bằng kỷ lục, trận đấu dường như kết thúc. Tuy nhiên, Exeter City đã ghi liền bốn bàn thắng trong khoảng thời gian 18 phút, loại Torquay ra khỏi vòng play-off và đảm bảo rằng đội sẽ phải trải qua một mùa giải khác ở bóng đá non-league.
Vào ngày 10 tháng 5 năm 2008, Torquay thua 0-1 trong trận chung kết FA Trophy trước Ebbsfleet United tại Wembley, với cựu tiền đạo của Gulls, Chris McPhee, ghi bàn thắng ngay trước khi hiệp một kết thúc.

Chuyến tham quan bằng xe buýt mui trần sau sự thăng hạng trở lại Football League

Torquay bắt đầu mùa giải thứ hai ở Conference Premier không tốt như mùa giải đầu tiên đã kết thúc, chỉ giành được 5 điểm sau 7 trận mở màn. Tuy nhiên, ba tháng tiếp theo là tốt nhất trong nhiều năm, khi Torquay vẫn bất bại từ ngày 7 tháng 9 năm 2008 đến ngày 2 tháng 12 năm 2008, lập kỷ lục 17 trận bất bại. Đội đã lọt vào vòng Ba Cúp FA với chiến thắng 2-0 trước Oxford United vào cuối tháng 11. Khởi đầu năm 2009 không suôn sẻ nhưng vào ngày 3 tháng 1 năm 2009, Torquay đã đánh bại Blackpool 1-0 trên sân nhà ở vòng Ba Cúp FA để lọt vào vòng 4 của giải đấu lần đầu tiên sau 19 năm, nơi họ đối đầu với Coventry City. Đội không ghi được bàn thắng nào trong suốt tháng Giêng và, trước Coventry City với số lượng khán giả lên tới 6.018 người, đội đã thua một trận đấu mà lẽ ra họ phải thắng, để thua một cách thảm hại trước bàn thắng ở phút 87 của Elliot Ward. Vào cuối tháng, họ thua Southport 3-0 ở vòng Ba FA Trophy.
Torquay United được thăng hạng trở lại Football League vào ngày 17 tháng 5 năm 2009 sau chiến thắng 2-0 trước Cambridge United trong trận chung kết play-off Conference Premier tại Wembley.
Với các bàn thắng của đội trưởng câu lạc bộ Chris Hargreaves và cầu thủ ghi bàn hàng đầu Tim Sills, Torquay đã giành chiến thắng 2-0 trước Cambridge trong một trận đấu giải trí được hơn 35.000 người hâm mộ theo dõi. Lee Phillips đã chơi cho Cambridge ngày hôm đó, và lập kỷ lục (đối với một cầu thủ non-league) để thua tại Wembley ba lần trong ba năm với ba câu lạc bộ.

### Thăng hạng trở lại Football League
Trong mùa giải đầu tiên trở lại League Two, Torquay kết thúc mùa giải ở vị trí thứ 17 với 57 điểm; sau các chiến thắng trước Cheltenham Town và Stockport County, câu lạc bộ tiến vào Vòng Ba của Cúp FA 2009-10, nơi đội để thua 1-0 trước Brighton & Hove Albion.
Mùa giải tiếp theo, Torquay United lọt vào Vòng Bốn, san bằng kỷ lục của câu lạc bộ. Vào ngày 29 tháng 1 năm 2011, đội có khả năng đi tiếp vào Vòng Năm của Cúp FA, nhưng để thua 0-1 trước đội dẫn đầu của Conference Premier là Crawley Town. Người hâm mộ Torquay United càng thêm khốn khổ vào ngày hôm sau khi lễ bốc thăm vòng 1/8 Cúp FA chứng kiến Crawley Town được lên lịch thi đấu trên sân khách trước Manchester United. Nếu Torquay bị cầm hòa trước Manchester United, họ sẽ được hưởng lợi từ số tiền mà một trận đấu như vậy tạo ra.
Cũng trong mùa giải đó, Torquay đứng thứ 7, đảm bảo một suất đá play-off vào ngày cuối cùng của mùa giải nhờ hiệu số bàn thắng bại, dù để thua 1-3 trước Rotherham United. Họ gặp Shrewsbury Town trong trận bán kết play-off, tiến vào trận chung kết nhờ chiến thắng chung cuộc 2-0, với cả hai bàn thắng đều diễn ra ở lượt đi trên sân nhà. Vào thứ bảy, ngày 28 tháng 5 năm 2011, họ đã thua 0-1 trong trận chung kết trước Stevenage và tiếp tục ở lại League Two trong mùa giải 2011-12. Paul Buckle từ chức một ngày sau thất bại, và chuyển đến Bristol Rovers, đưa trợ lý huấn luyện viên Shaun North và một số cầu thủ Torquay đến Sân vận động Memorial.
United đã có một mùa giải thành công hơn nữa vào mùa 2011-12 dưới thời tân huấn luyện viên Martin Ling, đạt vị trí thứ hai kỷ lục ở League Two. Tuy nhiên vào cuối mùa giải, phong độ của đội sa sút và sau khi kết thúc ở vị trí thứ sáu, họ phải giải quyết trận play-off với Cheltenham Town. Đội thua trận lượt đi với tỷ số 2-0 sau đó thua trận lượt đi trên sân nhà với tỷ số 2-1 (tổng tỉ số 4-1), đảm bảo một mùa giải tiếp theo ở hạng tư.
Bất chấp việc Ling thông báo rằng đội đang tìm kiếm một mùa giải thăng hạng khác, họ đã bị mắc kẹt ở giữa bảng trong nửa đầu của mùa giải 2012-13, before Ling was taken ill in mid-January. trước khi Ling bị ốm vào giữa tháng Giêng. Sau đó là một chuỗi trận thua thảm hại dưới thời trợ lý huấn luyện viên Shaun Taylor, câu lạc bộ tụt xuống ngay trên khu vực xuống hạng. Điều đó dẫn đến việc Alan Knill được bổ nhiệm làm huấn luyện viên tạm thời trong phần còn lại của mùa giải. Kết quả có được sau đó và chuỗi ba trận bất bại vào cuối mùa giải cuối cùng đã đảm bảo vị trí Football League với vị trí thứ 19. Ling đã bị sa thải vào cuối mùa giải, ban lãnh đạo lưu ý rằng kết quả không thể chấp nhận được ngay cả trước khi ông bị bệnh, và vai trò của Knill là vĩnh viễn.
Mùa giải 2013-14 lại một lần nữa trải qua một mùa giải kinh hoàng và cuộc xuống hạng đã vẫy gọi. Vào ngày 27 tháng 4 năm 2014, sau khi chỉ thắng 12 trận trong suốt mùa giải, và với một vua phá lưới chỉ có được 5 bàn thắng, Torquay một lần nữa bị xuống hạng tại Conference Premier. Đó là mặc dù đã đánh bại Mansfield Town 3-1 vào cuối tuần áp chót, sau khi cả Bristol Rovers và Northampton Town đều thắng các trận đấu của họ.

### Cuộc đại thoát và tiếp tục xuống hạng
Torquay khởi đầu mùa giải 2014-15 tại National League không tốt, khi thua Gateshead 1-3, với việc Ryan Bowman sút hỏng quả phạt đền. Sau trận đấu đó, Torquay đã có một chuỗi trận bất bại rực rỡ, đầu tiên là đánh bại Welling United 3-0, sau đó hòa 0-0 với Southport, và sau đó là với Dartford. Tuy nhiên, một trận hòa khác đã diễn ra khi kết thúc 1-1 với Aldershot Town trên sân nhà. Đó là trận hòa cuối cùng của đội trong một thời gian có chuỗi sáu trận bất bại. Bắt đầu với chiến thắng 1-3 trên sân khách trước Lincoln City, sau đó được chơi trên sân nhà đánh bại Nuneaton Town 4-0, đã dẫn trước 3-0 sau 30 phút. Sau đó, The Gulls đã thắng hai trận sân khách: đầu tiên tại Chester sau đó tại Grimsby (quê hương của huấn luyện viên Chris Hargreaves), với tỉ số cả hai trận đều là 0-2. Trận đấu tiếp theo diễn ra trên sân nhà và tưởng chừng sẽ là một trận hòa 0-0 cho đến phút 90, khi đội trưởng Luke Young thực hiện một cú sút phạt không tưởng để mang về cho Torquay 3 điểm. Sau đó là chiến thắng 2-0 trên sân nhà trước Dover, nhưng đó là dấu chấm hết cho chuỗi 10 trận bất bại của Torquay, và màn trình diễn thờ ơ kể từ đó khiến United kết thúc mùa giải ở vị trí thứ 13.
Đầu năm 2015, nữ chủ tịch Thea Bristow thông báo rằng câu lạc bộ đã được bán. Sau khi Bristow từ chức vào tháng 3 năm 2015, cô đã đồng ý chuyển nhượng ước tính 80%, một triệu bảng, cổ phần của mình trong câu lạc bộ với giá 1 bảng, tùy thuộc vào việc bán cho các chủ sở hữu mới tại địa phương. Vào tháng 6 năm 2015, quyền sở hữu câu lạc bộ được tiếp quản bởi một tập đoàn mới gồm 10 doanh nhân địa phương. Hội đồng quản trị mới, hoạt động với ngân sách nhỏ hơn đáng kể, đã có hành động quyết định, trước tiên đưa Chris Hargreaves (huấn luyện viên), Lee Hodges (trợ lý huấn luyện viên) và Kenny Veysey (huấn luyện viên thủ môn) ra đi, giải tán bộ phận trẻ và bổ nhiệm Paul Cox làm huấn luyện viên.
Tuy nhiên, việc bổ nhiệm Cox chỉ diễn ra trong thời gian ngắn, ông rời Torquay chỉ ba tháng sau đó. Sau đó ông tuyên bố rằng câu lạc bộ đã không thể trả tiền cho mình. Ngay sau đó, vào ngày 19 tháng 9 năm 2015, United phải chịu trận thua đậm nhất trong 20 năm, khi họ để thua Bromley với tỷ số 7-3 trên sân nhà. Vào ngày 28 tháng 9 năm 2015, câu lạc bộ đã thông báo rằng Kevin Nicholson, cựu cầu thủ Torquay United và huyền thoại của câu lạc bộ, sẽ là cầu thủ kiêm quản lý mới. Chủ tịch Torquay United, Dave Phillips, được trích lời nói: "Chúng tôi rất vui khi có Kevin trong vai trò quản lý cầu thủ. Là một cầu thủ của câu lạc bộ, anh ấy đã thể hiện sự ổn định vượt trội trong nhiều năm và được coi là một huyền thoại ở đây. Anh ấy đánh dấu vào tất cả các ô". Sau màn ngược dòng kịch tính về kết quả, trong đó đội bóng đã vượt qua mức thâm hụt 12 điểm, Torquay đã khẳng định vị trí của họ tại National League 2016-17 với chiến thắng 2-0 trước Bromley vào ngày 16 tháng 4.
Mùa giải 2016-17 bắt đầu trong bối cảnh có nhiều bất ổn, câu lạc bộ gặp khó khăn về tài chính trong khi tìm kiếm quyền sở hữu mới và an ninh kinh tế. Sự bất ổn ngoài sân cỏ và những hạn chế về tài chính một lần nữa có nghĩa là câu lạc bộ đã mệt mỏi ở gần cuối National League, và vào tháng 3, họ rơi vào khu vực xuống hạng. Ngoài sân cỏ, tập đoàn do Dave Phillips đứng đầu đang tìm cách hoàn tất thỏa thuận với công ty giải trí và trò chơi có trụ sở tại Swindon, Gaming international. Một thỏa thuận cuối cùng đã được đồng ý vào tháng 12 năm 2016 và được National Laegue phê chuẩn vào tháng 3 năm 2017. Bắt chước mùa giải trước, phong độ mạnh mẽ vào cuối mùa giải có nghĩa là Torquay suýt bị xuống hạng vào ngày cuối cùng của mùa giải. Chín điểm trong ba trận gần nhất, đỉnh cao là chiến thắng 2-0 trên sân nhà trước North Ferriby United đã xuống hạng, có nghĩa là một mùa giải nữa ở National League đã được đảm bảo.
Torquay bắt đầu mùa giải 2017-18 không tốt và do đó, sau hai mùa giải phụ trách câu lạc bộ, cầu thủ kiêm huấn luyện viên Nicholson đã rời đi vào ngày 17 tháng 8 năm 2017. Sau một tháng dưới sự quản lý tạm thời của trợ lý huấn luyện viên Robbie Herrera, huấn luyện viên trưởng mới Gary Owers và trợ lý huấn luyện viên  Martin Kuhl sẽ tiếp quản điều hành câu lạc bộ. Mặc dù có sự thay đổi trong ban lãnh đạo ở United, nhưng vận may vẫn có rất ít thay đổi, với việc câu lạc bộ đã dành phần lớn mùa giải để nằm trong nhóm 4 đội cuối bảng. Một chút cải thiện về phong độ trong suốt tháng Ba đã mang lại cho United một số hy vọng về một "cuộc đào thoát vĩ đại" thứ ba liên tiếp. Tuy nhiên, vào ngày 21 tháng 4 năm 2018, việc xuống hạng ở National League South đã được xác nhận sau trận hòa 1-1 trên sân khách trước Hartlepool United, có nghĩa là United sẽ chơi ở cấp độ 6 của hệ thống giải bóng đá Anh mùa giải 2018-19.
United giữ niềm tin với Owers trong suốt mùa hè và bắt đầu chiến dịch mới ở National League South dưới sự quản lý của anh ấy. Tuy nhiên, khởi đầu mờ nhạt của Torquay cho chiến dịch, chỉ với 12 điểm và 5 bàn thắng sau 9 trận đồng nghĩa với việc Owers từ bỏ vai trò của mình một ngày sau một năm đảm nhiệm. Một ngày sau, ngày 13 tháng 9 năm 2018, Gary Johnson được bổ nhiệm làm huấn luyện viên.

### Kỉ nguyên Gary Johnson và sự thăng hạng
Câu lạc bộ đã chứng kiến sự hồi sinh trong vận may dưới thời Johnson, vẫn bất bại trong bốn tháng và cuối cùng vươn lên dẫn đầu bảng vào giữa tháng Giêng. Họ đã thua trận đầu tiên kể từ cuộc hẹn của Johnson với tỷ số 3-2 trước Bath City vào ngày 19 tháng 1 năm 2019. Tuy nhiên, chuỗi 10 trận thắng từ 13 trận sau trận thua Bath, trong đó United giành được 32 điểm từ 39 điểm có được đã giúp họ lên ngôi vô địch National League South vào ngày 13 tháng 4 năm 2019. Chiến thắng 2-0 trước Eastbourne Borough, với các đối thủ tranh suất thăng hạng Woking thua 2-0 trước Chelmsford là đủ để chứng kiến United giành được lần thăng hạng đầu tiên kể từ năm 2009 và danh hiệu vô địch giải đấu đầu tiên của họ kể từ năm 1927.

## Biểu trưng và màu sắc

### Biểu trưng

Biểu trưng đầu tiên của Torquay United, dựa trên huy hiệu của thị trấn

Thiết kế biểu trưng mòng biển năm 1986-2017

Biểu trưng ban đầu của Torquay chủ yếu dựa trên huy hiệu của thị trấn, có hình một con tàu ba cột buồm, để đại diện cho mối liên kết lâu đời của khu vực với vận tải biển, nó cũng thể hiện một cửa ngõ lâu đài và đôi cánh vàng tượng trưng cho đôi cánh của những con hải âu địa phương. Biểu trưng vẫn được sử dụng cho đến giữa những năm tám mươi, với một lần thay đổi vào những năm 1970 để kết hợp biểu tượng 'đôi cánh mòng biển' quen thuộc ngày nay. Tuy nhiên, điều đó có nghĩa là con tàu ba cột buồm đã bị loại bỏ khỏi thiết kế. Trong một lần thi đấu không thành công trên sân trong những năm 1980, trong thời gian câu lạc bộ hai lần đứng cuối hệ thống Football League, biểu tượng đã được chuyển sang thiết kế hình tròn kết hợp hai cây cọ. Năm 1986, câu lạc bộ đã chọn quay trở lại biểu tượng mòng biển, được bao bọc bởi tên câu lạc bộ.

Trong những năm sau đó, nhiều phiên bản của biểu trưng này đã được sản xuất, vì vậy vào năm 2017, biểu trưng đã được làm mới để 'hợp nhất' nhiều phiên bản này và tạo ra một thiết kế hiện đại, gọn gàng hơn.

### Màu sắc
Torquay United đã trải qua nhiều màu áo khác nhau trước khi chuyển sang màu vàng và xanh quen thuộc của hiện tại. Trong những ngày thành lập câu lạc bộ, đội đã thi đấu trong trang phục màu xanh nhạt và đậm, trước khi chuyển sang trang phục sọc đen và trắng gợi nhớ đến bộ quần áo bóng đá của Newcastle United ngày nay. Sự thay đổi danh tính này đã khiến câu lạc bộ được mệnh danh là 'những chú chim ác là'. Những chú chim ác là chơi với màu này cho đến khi câu lạc bộ chọn một bản sắc mới. Năm 1954, United dựa trên hình ảnh mới của mình xung quanh đặc điểm biển truyền thống của thị trấn và đội đã chọn một bộ quần áo màu vàng, hoặc vàng và xanh lam đặc biệt hơn. Các màu sắc mới đã được chọn để đại diện cho cát vàng của khu vực và bầu trời xanh và biển.
Trong phần lớn thời gian kể từ khi thay đổi này, câu lạc bộ đã mặc những màu sắc này theo nhiều phong cách khác nhau, hiện đang ưa chuộng một chiếc áo chủ yếu là màu vàng với đường viền màu xanh lam.
Việc chuyển đổi từ màu đen sang màu trắng cũng báo trước sự ra đời của biệt danh mới 'The Gulls'.

## Sân vận động

### Những năm đầu và Plainmoor
United đã chơi trận đầu tiên của họ, một trận giao hữu, với Upton Cricket Club XI trên một trong những cánh đồng của nông dân John Wright, nằm trên đỉnh Penny's Hill, trên Teignmouth Road.
Sau một mùa giải giao hữu, câu lạc bộ gia nhập giải East Devon League và chuyển đến Recreation Ground, nơi sẽ là nhà của họ trong bốn năm sau đó. Năm 1904 Câu lạc bộ bóng bầu dục Torquay Athletic đã bảo đảm hợp đồng thuê Recreation Ground (nó vẫn là nhà của họ ngày nay) và United chuyển trở lại địa điểm Teignmouth Road, nhưng một lần nữa buộc phải chuyển đi khi sân được bán cho các nhà phát triển để xây dựng Parkhurst Road. Vào thời điểm đó Torquay Cricket Club nằm gần đó tại Cricketfield Road, và vì vậy địa điểm này là sân nhà tiếp theo của United.
Câu lạc bộ vẫn ở Cricketfield Road trong bốn năm. Năm 1910, United hợp nhất với Ellacombe để trở thành Thị trấn Torquay. Sân Plainmoor của Ellacombe trở thành sân nhà của câu lạc bộ mới, và là sân nhà chung của các đối thủ địa phương Babbacombe.
Torquay Town và Babbacome cuối cùng đã hợp nhất và trở thành Torquay United (một lần nữa) vào năm 1921. Câu lạc bộ vẫn ở Plainmoor kể từ đó.
Vào ngày 17 tháng 5 năm 1985, một đám cháy đã quét qua khán đài chính 'The Grandstand' đã 50 năm tuổi, chỉ sáu ngày sau vụ hỏa hoạn tại Sân vận động Valley Parade ở Bradford, khiến hơn 50 người thiệt mạng. Vụ việc này xảy ra vào đầu giờ sáng và không ai bị thương. Sau khi ban đầu nghi ngờ rằng đây có thể là một vụ bắt chước hỏa hoạn sân vận động Bradford City, nguyên nhân cuối cùng được cho là do lỗi hệ thống điện.

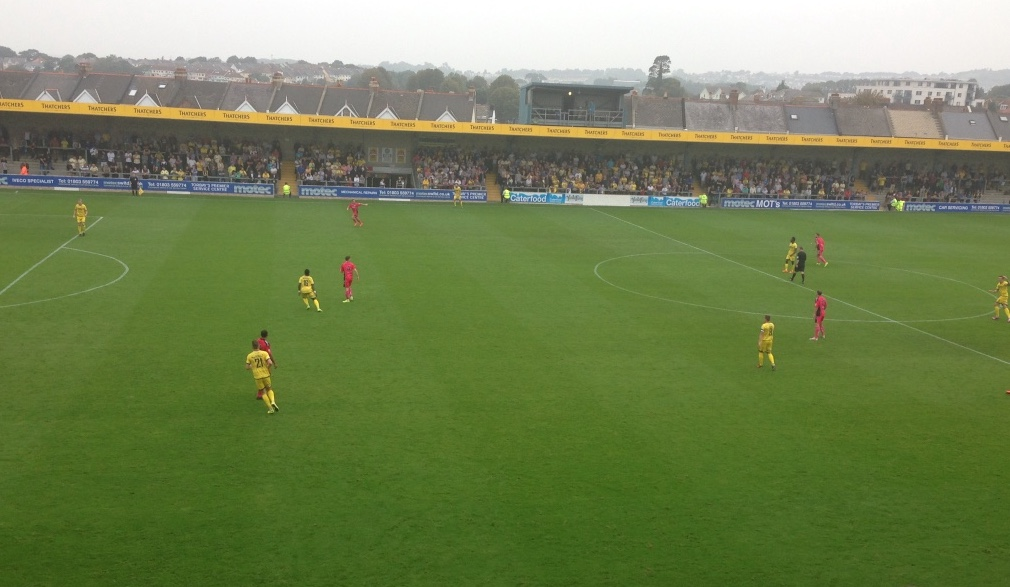
Quang cảnh The Popular Side từ Bristow's Bench

Trong suốt cuối những năm 80 và đầu những năm 90, cơ sở hạ tầng ở mặt đất đã được đại tu lớn, với khán đài mini ở cuối sân nhà được tái phát triển. Vị trí của nó bây giờ là khán đài gia đình - một khán đài có mái che, toàn bộ chỗ ngồi với các phòng họp, một cửa hàng câu lạc bộ, nhà hàng và quán bar câu lạc bộ. Sau khi việc này hoàn thành, sự chú ý chuyển sang phát triển lại 'mặt phổ biến', được bao phủ đầy đủ và cập nhật theo các tiêu chuẩn hiện đại. Vào năm 2000-01, sân khách cũng được phát triển lại với một khu vực đứng mới có mái che.
Khán đài cũ bằng gỗ, ban đầu có giá 150 bảng Anh và được dựng lên tại Plainmoor cho mùa giải khai mạc của United tại Football League bóng đá có hiệu lực cho đến năm 2011. Trước thời điểm ở Plainmoor, khán đài trước đây đã dựng tại Buckfastleigh Racecourse. Nó bị phá bỏ để tạo ra một khán đài mới được xây dựng vào năm 2012 có tên là Bristow's Bench để tưởng nhớ đến Paul Bristow quá cố.

### Có thể di chuyển
Sau khi tiếp quản câu lạc bộ vào tháng 10 năm 2006, chủ tịch Chris Roberts đã lập hồ sơ nói rõ mong muốn chuyển câu lạc bộ đến một sân vận động đa năng mới phục vụ cho bóng đá, bóng bầu dục và điền kinh. Suy đoán đã đặt địa điểm của khu phức hợp mới tại Torquay Recreation Ground, hiện do Câu lạc bộ Bóng bầu dục Torquay Athletic chiếm giữ. Kể từ khi Roberts từ chức, động thái này đã trở nên khó xảy ra, với việc chủ tịch kế nhiệm Alex Rowe từ chối các kế hoạch nói rằng câu lạc bộ và người hâm mộ muốn ở lại Plainmoor và sẽ xây dựng dựa trên nền tảng hiện tại để tăng năng lực. Câu lạc bộ đang tìm cách mua những ngôi nhà ở phía sau sân khách và xây dựng một phần mở rộng ở phía cuối sân khách, đồng thời mua lại trường học gần đó (Westlands) và xây dựng một khán đài lớn hơn để nâng sức chứa lên khoảng 9.000 chỗ ngồi.
Kế hoạch cho một khán đài mở rộng đã được đệ trình lên hội đồng để xin phép quy hoạch, hợp tác với trường Westlands vào năm 2010.
Điều này đã được phê duyệt vào ngày 9 tháng 6 năm 2011 với chi phí tăng lên được cho là khoảng 2 triệu bảng Anh với cấu trúc mới sẽ được đặt tên " Bristow's Bench "để tưởng nhớ Paul Bristow quá cố, người về cơ bản đã bảo đảm sự trở lại của Gulls với giải đấu bóng đá. Với việc phá bỏ Grandstand cũ và khán đài mới không sẵn sàng cho mùa giải 2011-12 sức chứa của Plainmoor là 4.500 khán giả cho mùa giải 2011-12. Tuy nhiên, nó đã sẵn sàng kịp thời để bắt đầu mùa giải 2012-13, nơi nó chứng kiến đám đông bán hết vé đầu tiên với chuyến viếng thăm của hàng xóm Devon, Plymouth Argyle vào đầu tháng Chín.
Tin đồn về khả năng chuyển khỏi Plainmoor đã xuất hiện trở lại kể từ khi Gaming International tiếp quản câu lạc bộ. Các chủ sở hữu mới của câu lạc bộ đã cho biết rằng họ sẽ muốn di dời các cơ sở của sân vận động và kết hợp bóng đá vào một khu phức hợp đa chức năng mới ở Torbay, phát triển khu Plainmoor hiện có để làm nhà ở.
Tuy nhiên, kế hoạch đã gây tranh cãi với người hâm mộ United, và sự chắc chắn hơn nữa đã được yêu cầu. Điều này đã dẫn đến quyết định hoãn các cuộc đàm phán giữa Hội đồng Torbay và GI về việc mua phần đất tự do.

## Cầu thủ

### Đội hình hiện tại
Tính đến 21 tháng 11 năm 2023
Ghi chú: Quốc kỳ chỉ đội tuyển quốc gia được xác định rõ trong điều lệ tư cách FIFA. Các cầu thủ có thể giữ hơn một quốc tịch ngoài FIFA.
| Số | VT | Quốc gia         | Cầu thủ               |
| -- | -- | ---------------- | --------------------- |
| 1  | TM | Anh              | Mark Halstead         |
| 2  | HV | Anh              | Dylan Crowe           |
| 3  | HV | Anh              | Dan Martin            |
| 4  | TV | Anh              | Tom Lapslie           |
| 6  | HV | Anh              | Ross Marshall         |
| 7  | TV | Anh              | Ryan Hanson           |
| 8  | TV | Anh              | Asa Hall (Đội trưởng) |
| 9  | TĐ | Anh              | Aaron Jarvis          |
| 10 | TV | Wales            | Lewis Collins         |
| 11 | TĐ | Anh              | Bradley Ash           |
| 13 | TM | Ba Lan           | Filip Chalupniczak    |
| 14 | TV | Anh              | Brett McGavin         |
| 15 | HV | Anh              | Finley Craske         |
| 16 | HV | Cộng hòa Ireland | Shaun Donnellan       |
| 17 | TV | Sri Lanka        | Dillon De Silva       |

| Số | VT | Quốc gia         | Cầu thủ                                        |
| -- | -- | ---------------- | ---------------------------------------------- |
| 19 | TĐ | Anh              | Theo Williams (cho mượn từ Fleetwood Town)     |
| 20 | TV | Anh              | Callum Dolan (cho mượn từ Fleetwood Town)      |
| 21 | HV | Anh              | Dean Moxey (Đội Phó)                           |
| 22 | TM | Anh              | Rhys Lovett                                    |
| 23 | HV | Anh              | Ollie Tomlinson                                |
| 24 | HV | Anh              | Callum Thomas                                  |
| 26 | HV | Anh              | Archie Harris (cho mượn từ A.F.C. Bournemouth) |
| 27 | TV | Anh              | Jack Stobbs                                    |
| 28 | TV | Cộng hòa Ireland | Kevin Dawson                                   |
| 30 | TV | Anh              | Ethon Archer                                   |

## Nhân viên

### Lịch sử quản lý
| Năm       | Huấn luyện viên  |
| --------- | ---------------- |
| 1921-1924 | Crad Evans       |
| 1924      | Harry Raymond    |
| 1924-1925 | F.G.B. Mortimer  |
| 1925-1929 | Percy Mackrill   |
| 1929-1932 | Frank Womack     |
| 1932-1938 | Frank Brown      |
| 1938-1940 | Alf Steward      |
| 1945-1946 | Billy Butler     |
| 1946-1947 | Jack Butler      |
| 1947-1950 | Johnny McNeil    |
| 1950      | Bob John         |
| 1950-1951 | Alex Massie      |
| 1951-1965 | Eric Webber      |
| 1965-1968 | Frank O'Farrell  |
| 1969-1971 | Allan Brown      |
| 1971-1973 | Jack Edwards     |
| 1973-1976 | Malcolm Musgrove |

| Năm       | Huấn luyện viên |
| --------- | --------------- |
| 1976-1977 | Frank O'Farrell |
| 1977-1981 | Mike Green      |
| 1981-1982 | Frank O'Farrell |
| 1982-1984 | Bruce Rioch     |
| 1984-1985 | David Webb      |
| 1985      | John Sims       |
| 1985-1987 | Stuart Morgan   |
| 1987-1989 | Cyril Knowles   |
| 1989-1991 | Dave Smith      |
| 1991      | John Impey      |
| 1991-1992 | Wes Saunders    |
| 1992      | Ivan Golac      |
| 1992-1993 | Paul Compton    |
| 1993      | Neil Warnock    |
| 1993-1995 | Don O'Riordan   |
| 1995-1996 | Eddie May       |
| 1996-1998 | Kevin Hodges    |

| Năm       | Huấn luyện viên  |
| --------- | ---------------- |
| 1998-2001 | Wes Saunders     |
| 2001      | Colin Lee        |
| 2001-2002 | Roy McFarland    |
| 2002-2006 | Leroy Rosenior   |
| 2006      | John Cornforth   |
| 2006      | Ian Atkins       |
| 2006-2007 | Luboš Kubík      |
| 2007      | Keith Curle      |
| 2007-2011 | Paul Buckle      |
| 2011-2013 | Martin Ling      |
| 2013-2014 | Alan Knill       |
| 2014-2015 | Chris Hargreaves |
| 2015      | Paul Cox         |
| 2015-2017 | Kevin Nicholson  |
| 2017-2018 | Gary Owers       |
| 2018-     | Gary Johnson     |

## Danh hiệu
Danh hiệu giải quốc nội:
- Third Division South (trước khi tái cơ cấu giải)
  - Á quân: 1956-57
- Football League Fourth Division
  - Thăng hạng (thứ 3): 1959-60, 1965-66
  - Thắng play-off: 1990-91
- Football League Two
  - Thăng hạng (thứ 3): 2003-04
  - Á quân play-off: 2010-11
- Conference Premier:
  - Thắng play-off (1): 2008-09
- National League South:
  - Vô địch (1): 2018-19
- Southern League (Western Section)
  - Vô địch (1): 1926-27[50]
- Plymouth and District League
  - Vô địch (1): 1911-12
- Torquay and District League
  - Vô địch (1): 1908-09

Cúp:
- Third Division South Cup
  - Á quân: 1934
  - Chung kết: 1939 (trận chung kết không bao giờ diễn ra do sự bùng nổ của Thế chiến thứ II)
- Football League Trophy
  - Á quân 1988-89[50]
- FA Trophy
  - Á quân 2007-08[50]
- Devon Senior Cup
  - Vô địch (2): 1910-11 and 1921-22[50]

Chuyển nhượng mua đáng chú ý
- Leon Constantine từ Peterborough United với mức giá 75.000 bảng Anh vào tháng 12 năm 2004 (kỉ lục câu lạc bộ hiện tại)
- Billy Bodin từ Swindon Town với mức giá 70.000 bảng Anh vào tháng 7 năm 2012
- Eifion Williams từ Barry Town với mức giá 70.000 bảng Anh vào tháng 3 năm 1999 (kỉ lục câu lạc bộ trước đó)
- Robin Stubbs từ Birmingham City với mức giá 6.000 bảng Anh vào năm 1963 (kỉ lục câu lạc bộ trước đó)

Chuyển nhượng bán đáng chú ý
- Rodney Jack đến Crewe Alexandra với mức giá 650.000 bảng Anh vào tháng 7 năm 1998[51] (kỉ lục câu lạc bộ hiện tại)
- Matthew Gregg đến Crystal Palace với mức giá 400.000 bảng Anh vào tháng 10 năm 1998[51]
- David Graham đến Wigan Athletic với mức giá 315.000 bảng Anh vào tháng 8 năm 2004[51]
- Bobby Olejnik đến Peterborough United với mức giá 300.000 bảng Anh vào tháng 6 năm 2012[51]
- Lee Sharpe đến Manchester United với mức giá 185.000 bảng Anh vào tháng 5 năm 1988 (kỉ lục câu lạc bộ trước đó)[51]
- Eunan O'Kane đến Bournemouth với mức giá 175.000 bảng Anh vào tháng 7 năm 2012
- Angus MacDonald đến Barnsley với mức giá 105.000 bảng Anh vào tháng 8 năm 2016
- Mark Ellis đến Crewe Alexandra với mức giá 80.000 bảng Anh vào tháng 6 năm 2012
- Colin Lee đến Tottenham Hotspur với mức giá 60.000 bảng Anh ở mùa giải 1978-79 (kỉ lục câu lạc bộ trước đó)
- Dan Lavercombe đến Wigan Athletic với mức giá 30.000 bảng Anh vào tháng 1 năm 2016